# Bolesław Czarniawski
Bolesław Czarniawski, poljski general, * 27. julij 1898, Ruski imperij, † 26. september 1961, Moskva.